# Frédéric-Guillaume III de Schleswig-Holstein-Sonderbourg-Beck
Frédéric-Guillaume III de Schleswig-Holstein-Sonderbourg-Beck (né le 4 novembre 1723 - tué le 6 mai 1757) fut duc de Schleswig-Holstein-Sonderbourg-Beck de 1749 à 1757. 

## Biographie
Frédéric-Guillaume III est le fils unique du duc Frédéric Louis et de sa seconde épouse la contesse Ursula Anna von Dohna-Schlobitten. 
En 1749, Frédéric Guillaume III succède à son père comme duc  Schleswig-Holstein-Sonderburg-Beck. 
Il sert comme colonel dans l'armée du royaume de Prusse et commande le 46e Régiment de Fusiliers. Il est tué lors de la bataille de Prague le 6 mai 1757. Comme il meurt célibataire et sans enfant, le titre ducal revient alors à son oncle, le frère de Frédéric Guillaume II,  Charles-Louis de Schleswig-Holstein-Sonderbourg-Beck.